# Tanos
Tanos es una localidad del municipio de Torrelavega (Cantabria, España).
El núcleo de Tanos se emplaza en una llanura aluvial del macizo del Dobra en suave descenso hacia el río Saja-Besaya, área incluida en la cara norte de la Montaña Cantábrica. Tanos es un núcleo del municipio de Torrelavega que forma continuo urbano con la capital municipal y con el núcleo de Viérnoles.
En 2024 Tanos contaba con 5821 habitantes (INE). En las últimas décadas Tanos ha experimentado un notable crecimiento, debido a que a través de este núcleo ha extendido su crecimiento la ciudad de Torrelavega, transformando su antigua esencia rural y agro-ganadera en periurbana y con población de características urbanas (cuya actividad se centra en los sectores secundario y terciario).
Tanos se encuentra a una altitud de 26 metros sobre el nivel del mar, y dista 26 kilómetros de Santander.

## Demografía
| 2000 |  | 2001 |  | 2002 |  | 2003 |  | 2004 |  | 2005 |  | 2006 |
| ---- |  | ---- |  | ---- |  | ---- |  | ---- |  | ---- |  | ---- |
| 5065 |  | 5336 |  | 5614 |  | 5782 |  | 5986 |  | 6080 |  | 6121 |

INE

## Economía
Varias empresas han decidido instalarse en Tanos, como es el caso de Paruvi, ya que está cerca de Torrelavega, dispone de buenas comunicaciones, y está cerca la estación de Renfe.
El sector terciario es el más abundante en detrimento del sector primario.

## Transporte

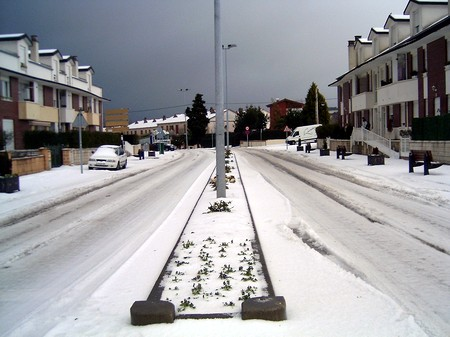
Ronda nevada.

El pueblo dispone de conexiones importantes con el resto de la comunidad autónoma.

### Carretera
El núcleo está atravesado por 2 avenidas importantes del municipio de Torrelavega. Latitudinalmente está atravesado por la Avenida de Joaquín Fernández Vallejo CA-700 que actúa como principal eje del pueblo en torno al cual se organiza la mayor parte del viario y de las actividades económicas. Esta vía une Riocorvo con Viérnoles, Tanos y Torrelavega.
Longitudinalmente está atravesado por el tramo Campuzano-Sierrapando del Bulevar Ronda. Además, la CA-331 conecta el área sur del pueblo con la localidad de Santiago de Cartes (Cartes). Tanos dispone de salida directa de la Autovía A-67 Palencia-Santander; denominada "Tanos, Viérnoles, Estación de Ferrocarril, Polígono Industrial"

### Ferrocarril
El trazado de vía de ancho ibérico del ADIF discurre al sur del pueblo, ubicándose al sur de la A-67 la estación de Tanos-Torrelavega y la Terminal de Mercancías de Torrelavega. La empresa RENFE presta una importante comunicación a Tanos con el resto de Cantabria, con las líneas C-1, R-26 y con el resto de España, a través de las líneas que unen la estación de Tanos con Madrid y Alicante.

## Deporte
Tanos cuenta con un equipo que milita en la Tercera División, el CD Tropezón, que en el 2013 celebra su 30 aniversario con el título de liga y jugando la promoción de ascenso. Ha militado 3 veces en Segunda División B, fue subcampeón de la Copa Federación en 2001 y además llegó a segunda ronda de la Copa del Rey.

## Monumentos
- Ermita de Santa Ana, que data su primera inscripción de 1667. Construida por la familia Castañeda dentro de un complejo palaciego, fue ya reformada en el siglo XVIII.[1]
- Parroquia de Nuestra Señora de las Nieves.
- Oteando, escultura que se encuentra en la Rotonda de Circunvalación (MiniRonda) realizada por Miquel Navarro.
- Centro Cívico de Tanos, en honor a José Obeso Revuelta, quien construyó en ese mismo lugar la primera escuela de Tanos.

## Educación
Tanos cuenta con el colegio público de primaria Pintor Escudero Espronceda, otro Niño Jesús de Praga, un instituto público, el Garcilaso de la Vega. Cuenta con Campus Universitario en el que se cursan estudios de Ingeniería de los Recursos Mineros, Ingeniería de los Recursos Energéticos, Fisioterapia y Logopedia.

## Toponimia

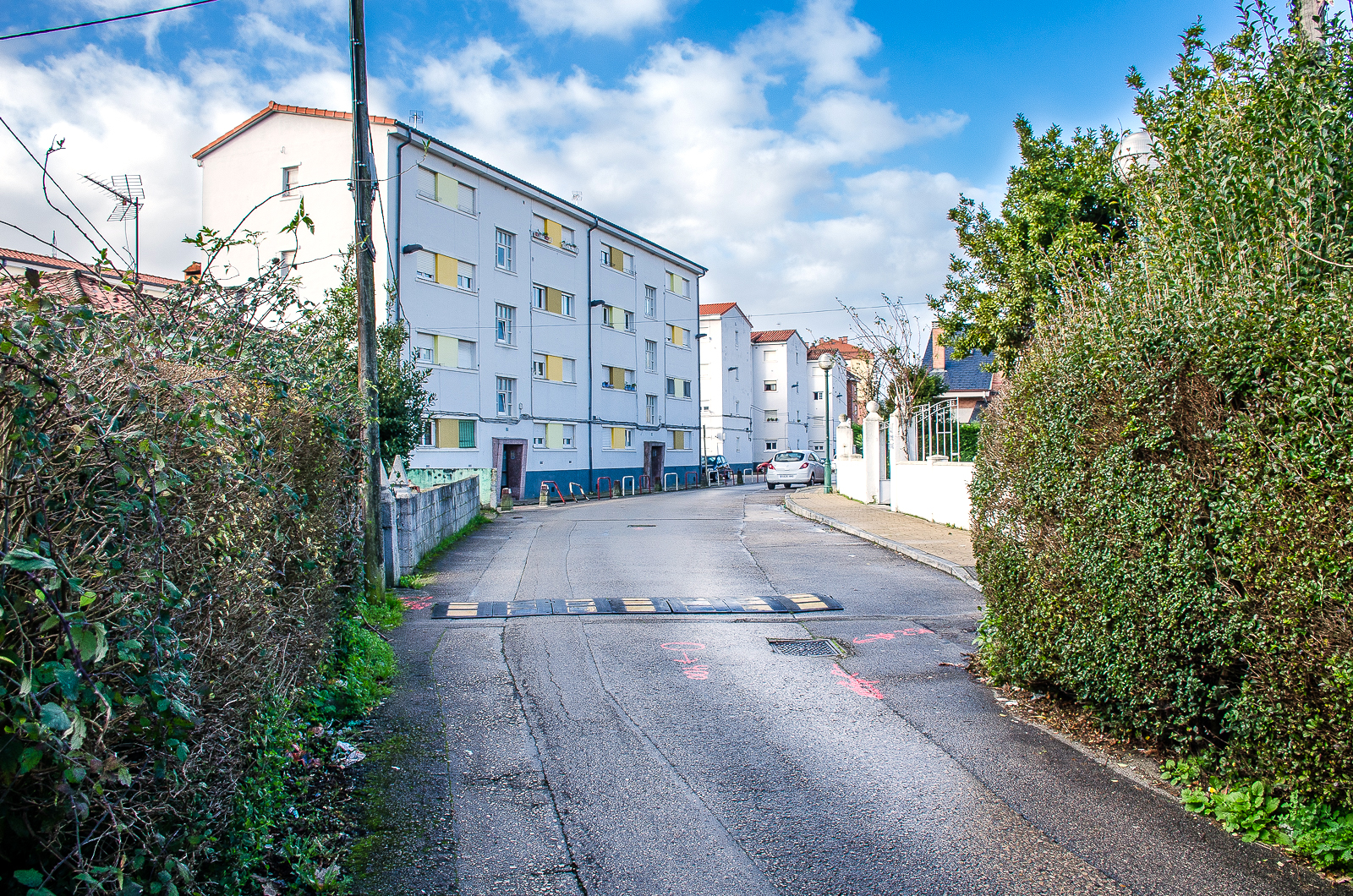
Calle Coteríos antes de su urbanización de 2018 y Barrio Insa.

TérminosRiballana, Coteríos, El Butrón, Estorbón, El Libio, Quiamingo, La Riguera, Barrio de la Castañera, Barrio Quimaranes, Barrio de Santa Ana, Barrio de los Anchos, Barrio de la Trinidad, Barrio Mies Meji, Barrio El Lobio, Sanjulero, Puente Espina, Viar, Calle Alta, La Gerra, Pocernias, Cueto Palomo, Pontón de la Cruz, Mediavía, Canal del Haya, La Bosca, Canal de la Pedrosa, El Buñil, El Costal.
Cursos de aguaArroyo Sorravides, Regato de Puente Hernía, Arroyo Viar.
CaminosCamino de los Tres Reyes, Camino de Puente Rojo, Camino de Gazofo, Camino ¿Honduras?, Camino de Lanchares, Camino de la Bosca, Camino de Hernías, Camino de Barrio Bajo, Camino de ¿Serriones?, Camino del Butrón, Camino de Santiago de Cartes a Tanos( CA-331 ), Camino de Campuzano a Tanos, Camino Carretero, Camino de Libio a la Llana.
Vías mayores de comunicaciónAutovía Cantabria-Meseta  A-67 , Líneas C-1 y R-26 del Ferrocarril ADIF incluyendo la Estación de tren ubicada en Tanos.
CallesAvenida Joaquín Fernández Vallejo ( CA-700 ), Bulevard Ronda, José Gutiérrez Portilla,  Eugenio Lemos, plaza y calle de las Autonomías, Rufino Peón, Pedro Sobrado, Balbino Pascual, Barrio Insa.
UrbanizacionesLos Anchos, Santa Ana, Camino Real, Los Robles, La Fuente, Las Nieves, Dobra, La Vega, Los Jardines, El Solar, Los Rosales, Parque-Tanos, El Mirador.

## Naturaleza
- Monte Dobra: Parte de este monte pertenece a Tanos, y tiene 606 metros de altitud.
- Parque de la Pedrosa, que está en la subida del Monte Dobra y cuenta con barbacoas, bancos y un parque infantil. Por las fiestas de Tanos siempre se realiza allí una comida; los dos primeros años la realizó la Asociación de Vecinos, que contó con la presencia de Miguel Ángel Revilla Presidente de Cantabria y de Francisco Javier López Marcano consejero de Cultura, Turismo y Deporte de Cantabria; el último año la organizó El Grupo de Senderismo, junto con una subida al Dobra el mismo día.
- Ronda de Circunvalación de Torrelavega, que fue realizada con los Fondos de Ayuda a la Cohesión de la Unión Europea aunque popularmente se la conoce como "MiniRonda" o "Ruta del Colesterol", esta Ronda pasa además de Tanos por otros pueblos y barrios.
- Plaza de la Ermita de Santa Ana, su escultor es Ruiz Sánchez.